# Helion Energy
Helion Energy, Inc. est une société américaine dédiée à la fusion nucléaire, située à Everett, dans l'État de Washington. Elle développe une technologie de fusion magnéto-inertielle pour produire de l'Hélium-3 et de l'électricité grâce à la fusion aneutronique.

## Organisation
Helion Energy a été fondée en 2013 par le Dr David Kirtley, le Dr John Slough, Chris Pihl et le Dr George Votroubek.
Les investisseurs de l'entreprise comprennent Y Combinator, Mithril Capital Management et Capricorn Investment Group,. L'entreprise est située à Everett, dans l'État de Washington. 

## Technologie
Helion développe une technologie de fusion magnéto-inertielle visant à produire de l'Hélium-3 (gazeux) et de l'électricité grâce à la fusion aneutronique,. Le réacteur à fusion de la société est basé sur les expériences d'accélérateur de plasmoïde, réalisées de 2005 à 2012.
Ce système fonctionne théoriquement à 1 Hz. Toutes les secondes, du plasma est injecté et comprimé pour parvenir aux conditions de pression et de température et de chaleurs nécessaires à la fusion nucléaire. Le plasma se dilate et émet des particules chargées qui permettent de produire directement de l'électricité.

### Utilisation de Hélium-3 comme carburant
Helion projette d'utiliser une combinaison de deutérium et d'hélium-3 comme carburant. Ce mélange permettra une fusion largement aneutronique, émettant seulement 5 % de son énergie sous la forme de neutrons rapides.
L'hélium-3 est produit par des réactions auxiliaires de fusion deutérium-deutérium. Il est capté et réutilisé, éliminant les problèmes de rareté de cet élément.

### Confinement
Helion utilise le champ magnétique d'un plasmoïde  à configuration de champ inversé (FRC) pour empêcher les pertes d'énergie du plasma.

### Compression
Deux plasmoïdes FRC (Field-Reversed Configurations) sont accélérés à grande vitesse grâce des champs magnétiques pulsés. Ils fusionnent en un seul plasmoïde FRC au centre de l'appareil.
Leurs expériences de 2018 ont permis d'obtenir des plasmas avec des températures de plusieurs keV.

### Production d'énergie
L'énergie produite par la réaction de fusion est directement convertie en électricité. L'expansion du plasma induit un courant dans les bobines de compression et d'accélération magnétiques et convertit directement l'énergie des particules α en tension électrique.
Il n'y a donc pas de turbines à vapeur, de tours de refroidissement et de pertes d'énergie associées.

## Histoire
En 2021, la firme a annoncé que son sixième prototype, Trenta, avait atteint 100 millions de degrés C° après un cycle de test de seize mois comptant plus de 10 000 impulsions.
Les champs de compression magnétique ont dépassé dix teslas, les températures des ions ont dépassé 8 keV et les températures des électrons ont dépassé 1 keV,.
Le prototype de septième génération d'Helion, « Polaris », est en cours de développement et devrait être achevé en 2023. Il doit augmenter la fréquence du pouls d'une impulsion toutes les 10 minutes à une impulsion par seconde pendant de courtes périodes.
L'entreprise envisage la production d'électricité nette grâce à la fusion nucléaire dès 2024, comme sous-produit de l'activité du réacteur Polaris.

## Financement
Helion Energy a reçu 7 millions de dollars de la NASA, du département de l'Énergie des États-Unis et du ministère de la Défense auxquels s'ajoutent 1,5 million de dollars du secteur privé en août 2014, par le biais des incubateurs d'entreprises Y Combinator et Mithril Capital Management.
En 2021, les investissements s'élevaient à 77,8 millions de dollars.
En novembre 2021, Helion a reçu 500 millions de dollars de financement  pour sa « série E », avec 1,7 milliard de dollars d'engagements supplémentaires, conditionné à la réalisation de jalons spécifiques.
En mai 2023, Microsoft signe un accord avec Helion Energy, qui l'engage à acheter l'électricité que produira le premier réacteur d'Helion. Cet accord de long-terme assure à Helion la garantie que l'électricité produite sera vendue. La puissance attendue s’élèvera à 50 MW et la mise en service de ce premier réacteur est prévue en 2028 et l'accord prévoit des pénalités financières si Helion ne parvient pas à construire un système de fusion. L’entreprise a construit six prototypes aux États-Unis et prépare son septième modèle, baptisé Polaris, à Everett dans l’État de Washington, qui doit démontrer sa capacité à produire d’électricité dès 2024.